# Вёгтленсоффен
Вёгтленсоффен (фр. Voegtlinshoffen) — коммуна на северо-востоке Франции в регионе Гранд-Эст (бывший Эльзас — Шампань — Арденны — Лотарингия), департамент Верхний Рейн, округ Кольмар — Рибовилле, кантон Вендзенем. До марта 2015 года коммуна в составе кантона Вендзенем административно входила в округ Кольмар.
Площадь коммуны — 3,99 км², население — 531 человек (2006) с тенденцией к стабилизации: 531 человек (2012), плотность населения — 133,1 чел/км².

## Население
Численность населения коммуны в 2011 году составляла 534 человека, а в 2012 году — 531 человек.
| 1962 | 1968 | 1975 | 1982 | 1990 | 1999 | 2006 | 2007 | 2008 | 2011 | 2012 |
| ---- | ---- | ---- | ---- | ---- | ---- | ---- | ---- | ---- | ---- | ---- |
| 435  | 434  | 387  | 392  | 446  | 478  | 531  | 539  | 546  | 534  | 531  |

Динамика населения:

## Экономика
В 2010 году из 352 человек трудоспособного возраста (от 15 до 64 лет) 279 были экономически активными, 73 — неактивными (показатель активности 79,3 %, в 1999 году — 76,8 %). Из 279 активных трудоспособных жителей работали 263 человека (142 мужчины и 121 женщина), 16 числились безработными (7 мужчин и 9 женщин). Среди 73 трудоспособных неактивных граждан 27 были учениками либо студентами, 35 — пенсионерами, а ещё 11 — были неактивны в силу других причин.
На протяжении 2011 года в коммуне числилось 212 облагаемых налогом домохозяйств, в которых проживало 531,5 человек. При этом медиана доходов составила 26387 евро на одного налогоплательщика.

## Достопримечательности (фотогалерея)

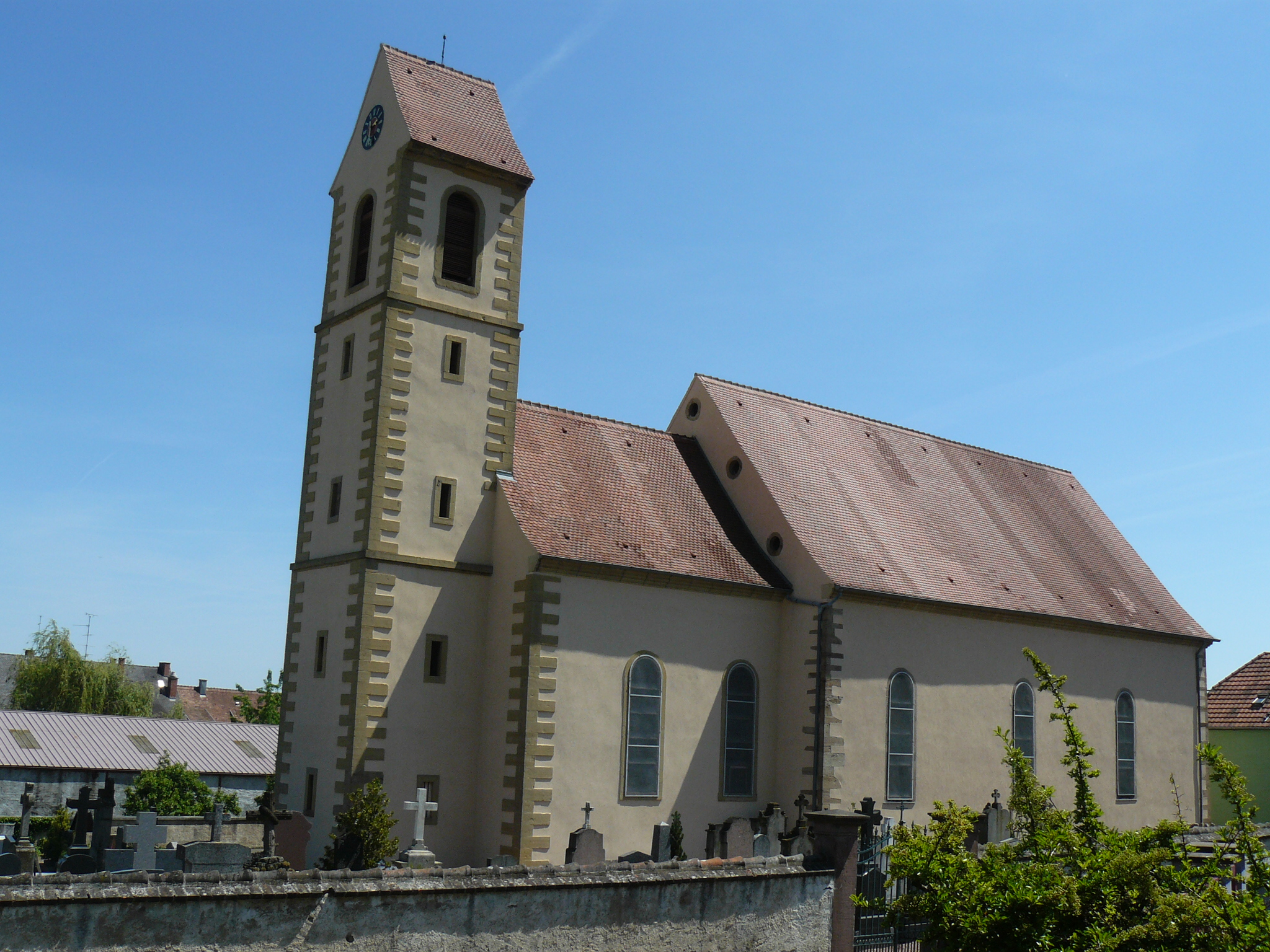
Церковь Святого Николая
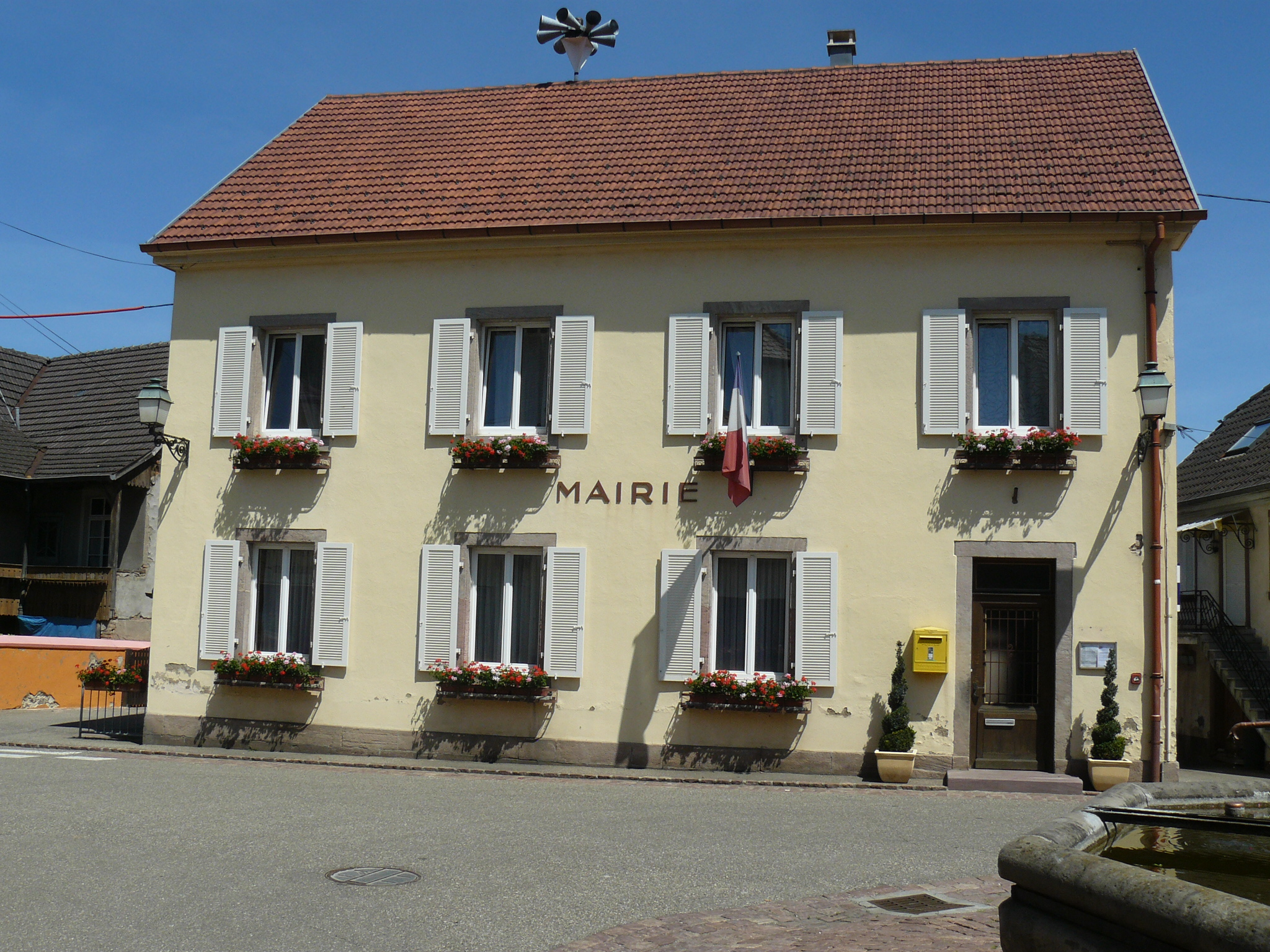
Здание мэрии